# Chiesa della Purificazione di Maria Vergine (Parma, Ravadese)
La chiesa della Purificazione di Maria Vergine è un luogo di culto cattolico dalle forme neoclassiche, situato in strada Traversante Ravadese 26 a Ravadese, frazione di Parma, in provincia e diocesi di Parma; è sede di una parrocchia compresa nella zona pastorale della città.

## Storia
Il luogo di culto fu originariamente costruito in epoca medievale; la più antica testimonianza della sua esistenza risale al 1230, quando la Cappella de Ravaudesio fu citata nel Capitulum seu Rotulus Decimarum della diocesi di Parma tra le dipendenze della pieve di San Martino dei Bocci.
Nel 1354 il tempio fu nominato nell'Estimo diocesano tra le dipendenze dirette dell'autorità episcopale di Parma.
Nel 1494 fu citata per la prima volta l'intitolazione della cappella a santa Maria, nel Regesto antico diocesano; tre anni dopo fu invece menzionata in un rogito la dedicazione alla Purificazione di Maria Vergine.
Entro il 1564 la chiesa divenne sede parrocchiale autonoma. Negli anni seguenti, conseguentemente alla soppressione delle cappelle di San Michele di Senzanese e di San Pietro di Castellaro, l'edificio risultò troppo piccolo per contenere tutti i fedeli, perciò il vescovo Giovanni Battista Castelli, durante la visita apostolica del 1579, ne ordinò l'ampliamento.
Nel 1864 l'antico tempio fu ingrandito e completamente ristrutturato in stile neoclassico, grazie a una donazione da parte del parrocchiano Genesio Benecchi.
Nel 1909 il vescovo di Parma Guido Maria Conforti, nato a Casalora, elevò la chiesa a prevostura onoraria.
Tra il 1955 e il 1963 il luogo di culto fu sottoposto a una serie di lavori di restauro, che comportarono anche il rifacimento della pavimentazione interna.

## Descrizione

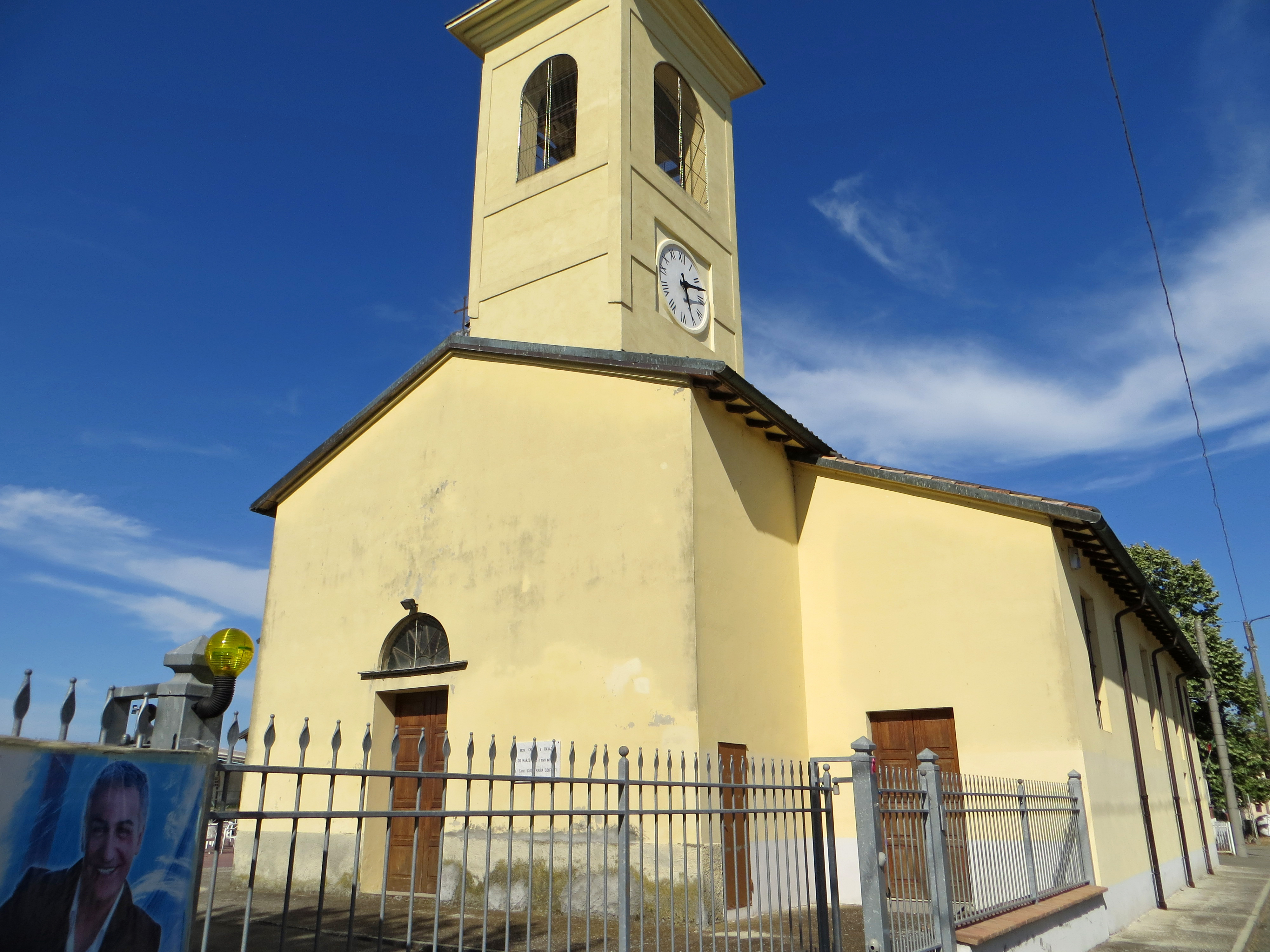
Facciata e lato sud

La chiesa si sviluppa su una pianta a tre navate, con ingresso a ovest e presbiterio absidato a est.
La semplice e asimmetrica facciata a capanna, interamente intonacata come il resto dell'edificio, è caratterizzata dalla presenza sulla sinistra del portale d'ingresso principale, sormontato da una finestra a lunetta; un sottile cornicione si sviluppa lungo gli spioventi del tetto. Il campanile si erge, decentrato, sulla destra del colmo; sul lato sud è collocato un orologio, mentre in sommità la cella campanaria si affaccia sulle quattro fronti attraverso ampie monofore ad arco a tutto sesto; a coronamento si eleva nel mezzo, oltre il cornicione modanato in aggetto, un'aguzza guglia a base ottagonale, tra quattro piccoli pinnacoli piramidali posti sugli spigoli.
Dai fianchi aggettano le navate laterali, accessibili attraverso i portali d'accesso secondari aperti verso ovest.
All'interno la navata centrale, coperta da una volta a botte ad arco ribassato affrescata a motivi geometrici, è separata dalle laterali attraverso alcune arcate ribassate rette da pilastri coronati da capitelli dorici; al termine delle navate secondarie, chiuse superiormente da una serie di volte a crociera, si trovano due cappelle contenenti altrettanti altari.
Il presbiterio, lievemente sopraelevato, è preceduto dall'arco trionfale; l'ambiente absidato, coperto dal catino a semicupola, accoglie l'altare maggiore ligneo con mensa marmorea aggiunta dopo il 1970; sul fondo si staglia la pala tardo-seicentesca riproducente la Purificazione.
La chiesa conserva alcune opere di pregio, tra cui un dipinto seicentesco raffigurante la Pietà, attribuito a Giulio Cesare Amidano, un olio rappresentante il Seppellimento di Cristo, otto portaceri settecenteschi, una pianeta cinquecentesca e un'acquasantiera ornata con una formella marmorea quattrocentesca ritraente San Genesio.